# Абдрин, Иван Иванович
Иван Иванович Абдрин (1866—1937) — врач Средне-Сибирской железной дороги, один из первых врачей Новосибирска, внёсший значительный вклад в становление новосибирской системы оказания медицинской помощи. Жертва Большого террора 1937 года.

## Биография
Иван Иванович Абдрин родился 26 декабря 1866 года в семье чиновника Казанской казённой палаты Ивана Павловича Абдрина (1839—1896), сделавшего замечательную карьеру. Начав с низших должностей И. П. Абдрин к 1887 г. сумел выслужить потомственное дворянство, став кавалером орденов Св. Станислава 2-й степени, Св. Анны 2-й степени, Св. Владимира 4-й степени и получив чин статского советника. Пиком его карьеры стала должность руководителя Енисейской казённой палаты, которую он занимал с 1889 по 1896 гг.
Иван Иванович Абдрин с 1889 по 1893 гг. обучался на медицинском факультете Казанского университета. По окончании обучения в университете, 4 мая 1893 г. И. И. Абдрин назначается на должность ординатора Красноярской губернской больницы. В 1895 г. И. И. Абдрин начинает свою карьеру врача-железнодорожника, он был назначен на должность врача при строительстве железнодорожного моста через Енисей. По окончании работ 18 марта 1896 г. он назначается участковым врачом Средне-Сибирской железной дороги. 15 августа 1898 г. он переезжает на ст. Обь, для занятия должности врача первого участка Средне-Сибирской железной дороги.
На ст. Обь, которая к тому момента стала составной частью Новониколаевского посёлка, селится по адресу Казённый дом № 7 по современной улице Шамшурина. С первых дней работы, помимо оказания врачебной помощи, И. И. Абдрин включается в процесс организации образовательных и культурных инициатив в посёлке. В 1899 г., совместно с руководителем первого участка пути инженером В. К. Жандром, он ходатайствует о проведении народных чтений в железнодорожном училище на ст. Обь.
В 1899 г. И. И. Абдрин сочетается браком с семейной наставницей Ольгой Афанасьевной Епанчинцевой, в 1900 г. у них рождается сын Георгий, а в 1901 г. сын Николай. Дом И. И. Абдрина становится местом притяжения местной интеллигенции, в нём устраиваются танцы с патефоном и новинками фирмы «Зонофон». В 1902 г. доктор Абдрин утверждён в чине коллежского асессора.
В период с 1905 по 1917 г. И. И. Абдрин являлся постоянным членом новониколаевских комиссий, созываемых по вопросам эпидемии и санитарной обстановки в городе. Помимо работы на железной дороге, он разворачивает обширную частную практику, а также преподаёт в женской гимназии П. А. Смирновой и Реальном училище дома Романовых, членом попечительского совета которого он также являлся.
Во время Гражданской войны в 1919—1920-х гг. работает в Новониколаевске, ликвидируя эпидемию тифа и холеры. Предположительно, в это время являлся лечащим врачом чешского писателя Ярослава Гашека, пребывавшего в Сибири с Чехословацким полком. В 1923 г. за работу во время чрезвычайной обстановки награждён званием Героя Труда РСФСР. В 1920-х гг. является врачом 2-й железнодорожной больницы на ст. Новосибирск, носившей имя «Больница им. доктора Абдрина». В 1928 г. в Новосибирске широко праздновалось 30-летие врачебной деятельности И. И. Абдрина в Новосибирске. В 1929 г. Ивану Ивановичу Абдрину была посвящена статья в первом томе «Сибирской советской энциклопедии».
В 1936 г. И. И. Абдрин становится врачом-консультантом железнодорожной больницы. 29 апреля 1937 г. был арестован по обвинению, сфабрикованному двумя днями ранее уполномоченным 4-го отдела УГБ УНКВД по Западно-Сибирскому краю младшим лейтенантом Михаилом Матвеевичем Шапиро и подписанным начальником 1-го отделения 4-го отдела Константином Константиновичем Пастаноговым. В обвинении утверждалось, что будучи членом террористической группировки заведующего санитарным районом Омской железной дороги доктора А. В. Тюлеманова И. И. Абдрин с 1935 г. активно распространял эпидемии и болезни, наладив связь с группировкой другого доктора, его коллеги Д. Г. Фирфарова. Спустя пять месяцев пыток И. И. Абдрин, сначала отрицавший обвинения, подписал заранее напечатанный на печатной машинке протокол допроса, в котором он признавал себя виновным в том, что по предложению известного доктора Н. П. Карпинского он, в силу своих монархических убеждений, стал членом фашистской группировки, в которую входили практически все практикующие врачи г. Новосибирска.
3 декабря 1937 года И. И. Абдрин был приговорён к расстрелу, в этот же день были арестованы его позднее расстрелянные коллеги, хирурги Д. Г. Фирфаров (1886—1938) и сын доктора Н. И. Абдрин (1901—1938). И. И. Абдрин был убит 11 декабря 1937 г. Место захоронения неизвестно.